# Conostylis stylidioides
Conostylis stylidioides är en enhjärtbladig växtart som beskrevs av Ferdinand von Mueller. Conostylis stylidioides ingår i släktet Conostylis och familjen Haemodoraceae. Inga underarter finns listade.